# Le Taillan-Médoc
Le Taillan-Médoc är en kommun i departementet Gironde i regionen Nouvelle-Aquitaine i sydvästra Frankrike. Kommunen ligger i kantonen Saint-Médard-en-Jalles som tillhör arrondissementet Bordeaux. År 2022 hade Le Taillan-Médoc 10 966 invånare.

## Befolkningsutveckling
Antalet invånare i kommunen Le Taillan-Médoc
Referens:INSEE